# لبه حمله

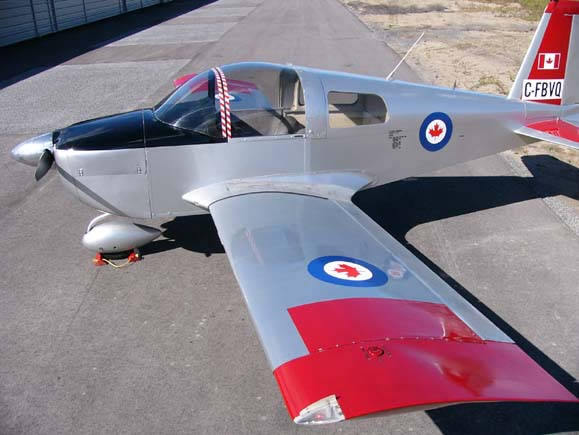
قسمت جلویی بال.

لبه حمله (به انگلیسی: Leading edge) قسمت جلویی بال است که مستقیماً هوا را می‌شکافد و اولین قسمتی است که در آغاز پرواز، با هوا برخورد کرده و در فرایند تولید برآ شرکت دارد.